# History Channel hálaadás
A History Channel hálaadás (A History Channel Thanksgiving) a South Park című rajzfilmsorozat 222. része (a 15. évad 13. epizódja). Elsőként 2011. november 9-én sugározták az Egyesült Államokban, Magyarországon pedig 2012. március 6-án (mindkét esetben a Comedy Central mutatta be).
Az epizódban a fiúk felfedezik a Hálaadás ünnepének igazi eredetét, miután megnéztek a History Channel-en egy filmet arról, hogy idegenek is jelen voltak az első alkalommal 1621-ben. Egyszerre figurázza ki az "Ősi idegenek" című dokumentumfilm-sorozatot, a Thor című filmet, és a profitorientált felsőoktatási intézményeket.

## Cselekmény
Hálaadás előtt két héttel ellátogat az iskolába David "Futó Ló" Sawitzky, aki tizenhatod részben indián, és arról panaszkodik nekik, hogy a hálaadás ünnepével kapcsolatosan rossz színben tüntetik fel az indiánokat. A gyerekeknek dolgozatot kell írniuk az ünnepről, ezért a History Channel-en megnéznek erről egy műsort, ami azzal van tele, hogy űrlények is részt vettek az első hálaadáson, és hogy a töltelék, amit a pulykához használnak, idegen technológia. Kyle felháborodik az állításaikon, a többiek mégis leszavazzák, amikor szóba kerül, hogy ebből kellene megírni a dolgozatot. Miután beadják, a History Channel stábja követelni kezdi tőlük, hogy mondják meg, honnan tudják ezeket a dolgokat. Hiába érvelnek azzal, hogy az ő műsorukból szedték, a stáb ezt véletlen egybeesésnek tekinti, és felkéri a fiúkat arra, hogy a következő műsorukban mondják el ugyanezeket. Az adásban Stan mint történész szerepel, Kyle pedig mint "Ph.D., Hálaadási Professzor a DeVry intézetből", aki hiába fogalmaz szarkasztikusan, akkor is elhiszik neki többek között azt, hogy a telepesek űrlények voltak, a hálaadási pulyka egy galaxist jelképez, és hogy egy intergalaktikus szerződést is kötöttek a felek. Ezen Sawitzky teljesen felháborodik, és Kyle-ék lakására menve fegyvert fog a fiúkra.
Standish kapitány, a Plymouth bolygóról, ami a Nagy Kutya csillagképben található, és a lakói a régi amerikai zarándokokra emlékeztetnek, a Földre érkezik. Ott összegyűjti az embereit, és elmondja nekik, hogy az ellenségeik, az indiánok, elfoglalták a töltelékbányákat. Emiatt kevesebb lesz a Földön a töltelék, ami miatt Cartman pánikba esik. Standish elmegy Kyle-ék házába, megöli Sawitzkyt, és Kyle segítségét kéri a hazatéréshez. Miután Natalie Portman elviszi őket egy erdős részre, Standish mutat Kyle-nak egy térképet, amin öt bolygó látható: a Föld, Plymouth, Indi, Colthenheim, és a Zöld Lámpás világa. Ezeket féregjáratok kötik össze, amik a térképen pontosan ugyanolyan alakot adnak ki, mint azok a pulykák, amiket óvodás gyerekek szoktak rajzolni. Standish elmondja, hogy valóban az ő népe és az indiánok csinálták az első Hálaadást, és figyelmezteti Kyle-t, hogy a 300 éves szerződés Plymouth és Indi között lejár, és az indiánok ezután lerohannák a töltelékbányákat. Váratlanul megjelennek a History Channel munkatársai, és közlik, hogy nem sikerült megnyitniuk a féregjáratot azzal, hogy belerajzolták a pulyka képét a Plymouth-sziklába. Standish közli, hogy azért, mert szükségük van Natalie Portmanre, aki a portálok őrzője. Miután Kyle elviszi őt vacsorázni, Natalie Portman "megnyitja a féregjáratát", így Standish hazajuthat, hogy leszámolhasson az indiánokkal.
Ezalatt a Földön a History Channel bemutatja Standish harcát az indiánok ellen, amiben most már azt is állítják, hogy az első Hálaadás kísértetjárta volt, ami feldühíti Kyle-t.

## Popkulturális utalások
Az eredeti tervek szerint az ötletet egy kétrészes szezonzáró epizódban dolgozták volna fel, de végül csak egy részbe sűrítették össze a cselekményt. Az epizód kifigurázza a History Channel-t amelyen rendszeresen mennek olyan műsorok, mint például az "Ősi idegenek". Ezekben a műsorokban apoféniát követnek el, azaz összefüggéseket látnak olyan dolgok között, amelyeknek egyébként semmi közük egymáshoz. Az indiánok és a Plymouth bolygó lakóinak háborúja a 2011-es Thor filmet idézi, Natalie Portman is ezért került bele. Ő pedig azért szégyenlősködik, és azért kell Kyle-nak vacsorára vinnie, mielőtt megnyitná az átjárót, mert a színésznőről köztudott volt, hogy nem vállal meztelen jeleneteket. Ugyancsak kifigurázásra kerülnek az olyan intézmények, mint a DeVry, ahol jó pénzért lehet felsőfokú végzettséget szerezni bárkinek, a készítők szerint bármilyen témában, és innentől az illetőt mint hiteles szakértőt lehet megszólaltatni.